# St. Michael (Holsen)

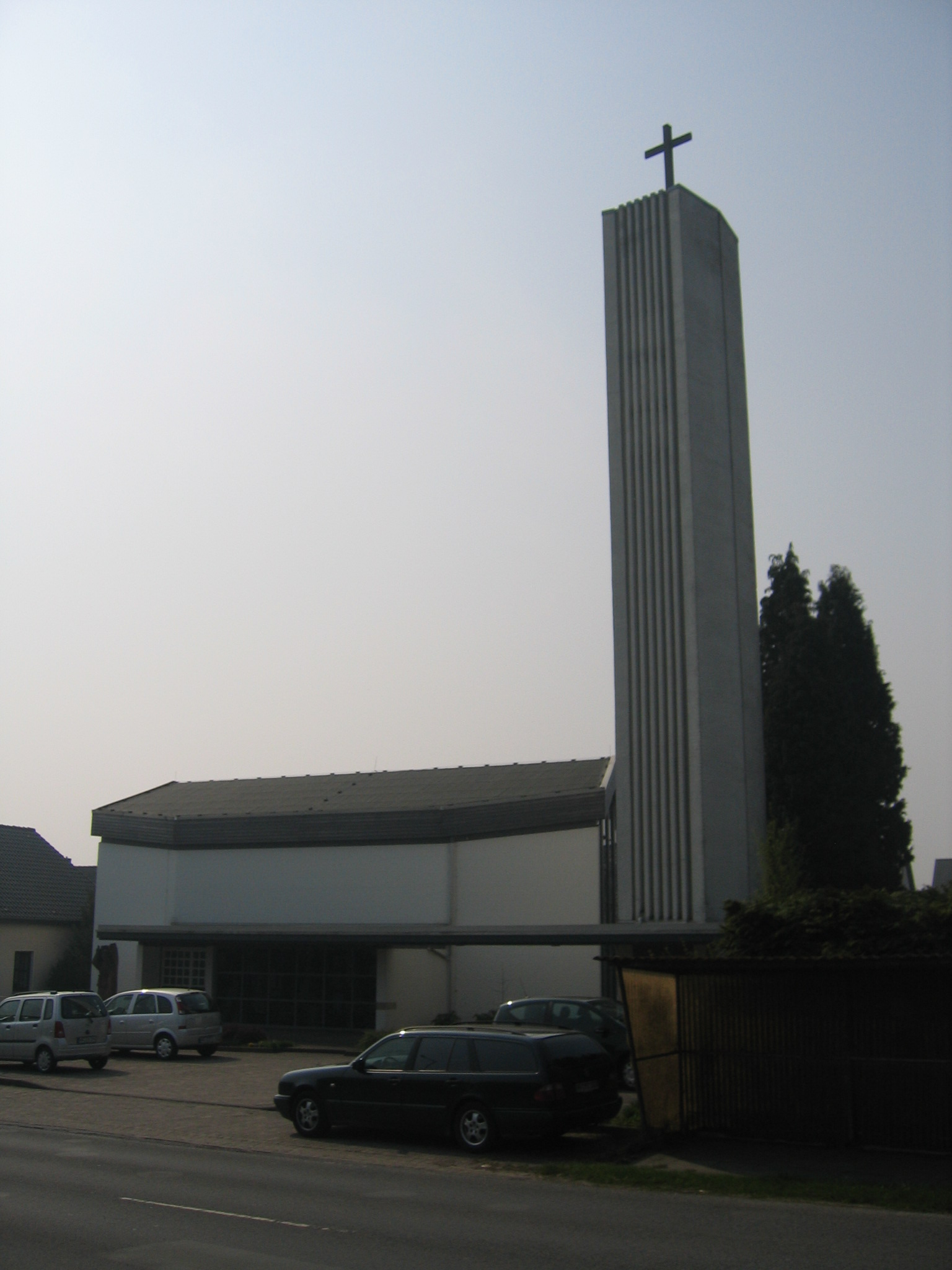
St. Michael, Ansicht von Nordosten

St. Michael ist eine Kirche im Stadtteil Holsen der ostwestfälischen Stadt Bünde im Kreis Herford. Sie ist die Pfarrkirche der gleichnamigen katholischen Kirchengemeinde, die dem Pastoralverbund Bünder Land im Dekanat Herford-Minden des Erzbistums Paderborn angehört und die politische Gemeinde Rödinghausen sowie den Stadtteil Holsen der Stadt Bünde umfasst.

## Geschichte

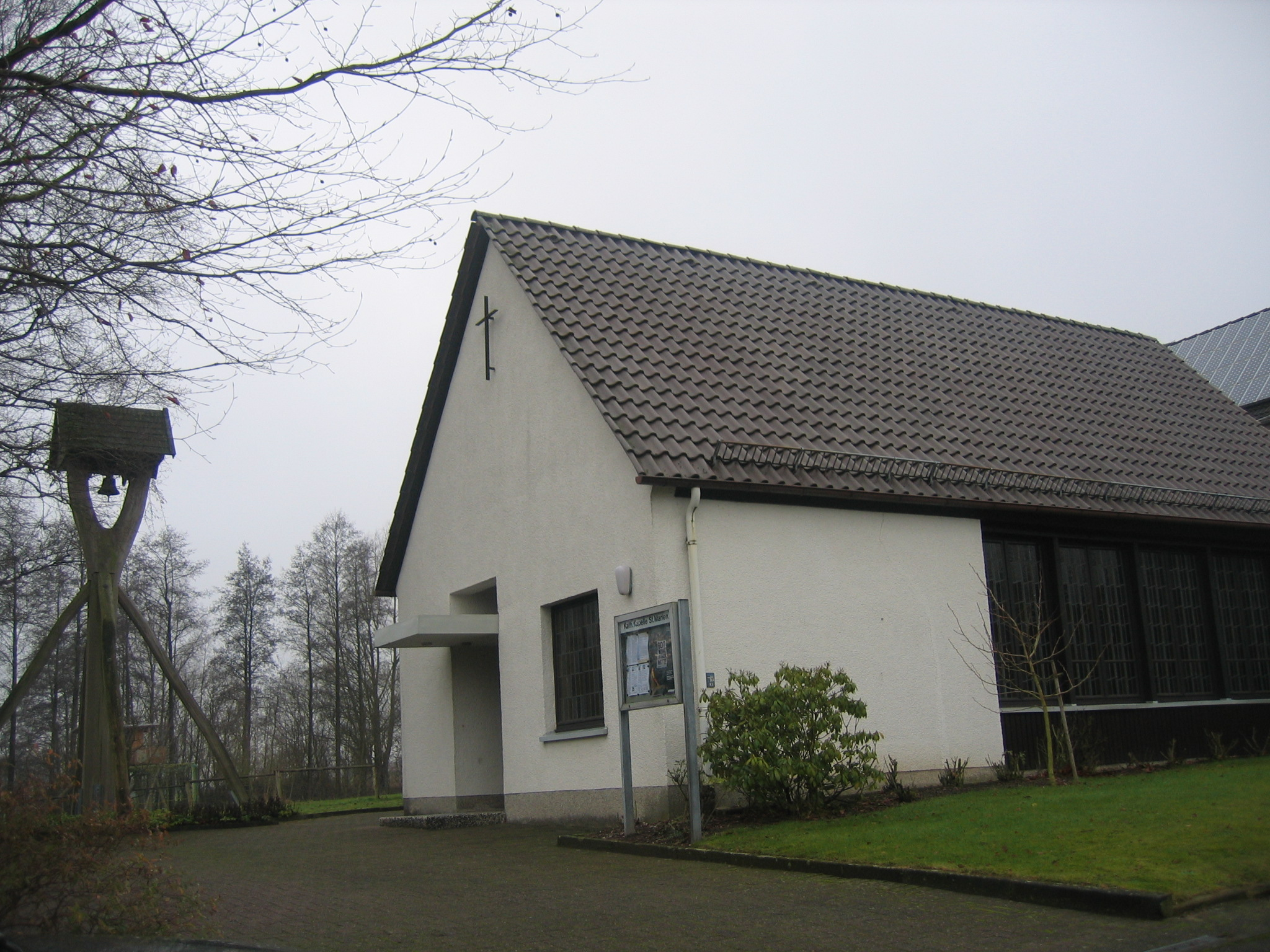
Filialkirche in Rödinghausen

Die katholische Kirchengemeinde im nordwestlichen Teil des Kreises Herford ist durch die Bevölkerungsverschiebungen nach Ende des Zweiten Weltkriegs entstanden. Vorher hatte ihr Gebiet zur Pfarrei St. Joseph in Bünde gehört. 1947 wurde der erste Seelsorger für das Gebiet bestellt, 1948 wurde die Kuratie Holsen gegründet.
Zunächst fanden die Gottesdienste in Behelfsräumlichkeiten, Schulen sowie in den evangelischen Kirchen Rödinghausen und Bieren statt. 1950 wurde in Holsen ein Bauplatz erworben, auf dem 1952 mit Unterstützung des Bonifatius-Vereins in Paderborn 1952 die erste Michaelskapelle entstand.
Im Jahre 1966 wurde das bis heute bestehende Kirchengebäude errichtet. Die frühere Kapelle wurde 1986 zum Gemeindehaus umgebaut.

## Ausstattung

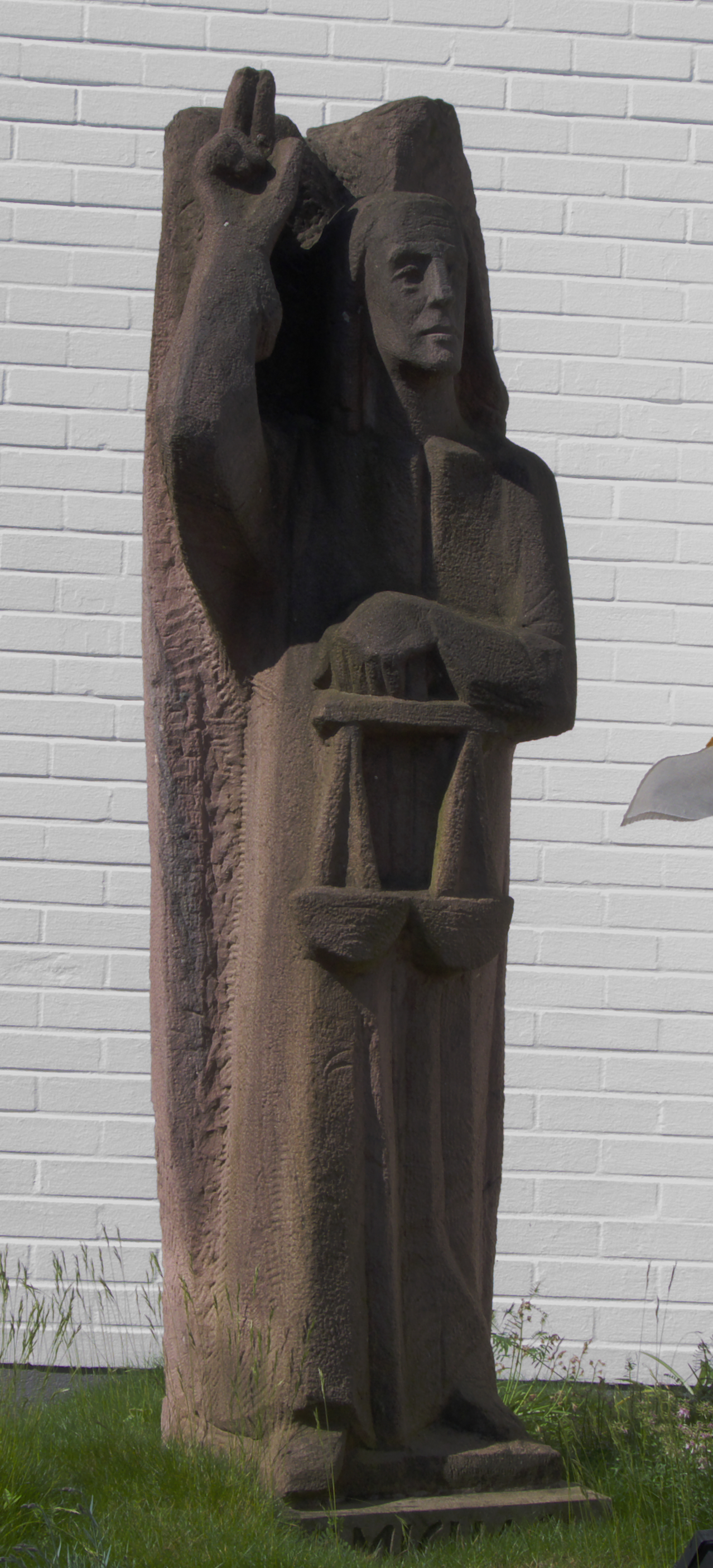
St. Michael, Sandsteinskulptur von J. Krautwald, 1987

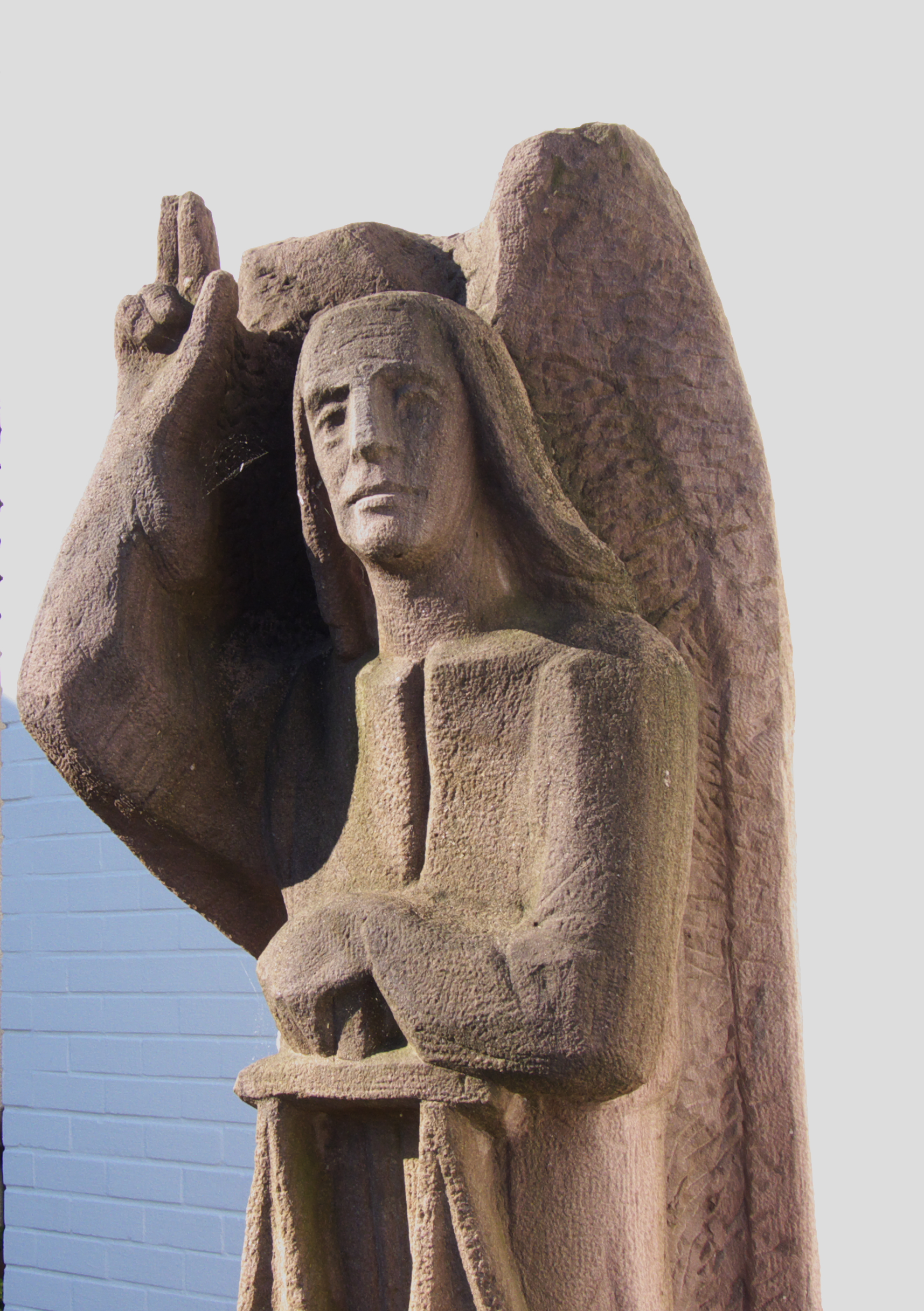
St. Michael, Sandsteinskulptur von J. Krautwald, Detail

Der Kreuzweg mit 18 Stationen (1986) und eine Skulptur des Kirchenpatrons St. Michael aus rotem Ibbenbürener Sandstein (1987) stammen von Joseph Krautwald. Das Altarkreuz mit Bronzekorpus hat Heinz Bergkemper aus Langenberg 1974 geschaffen.

### Glocken
Die beiden Glocken wurden 1987 von Petit & Gebr. Edelbrock in Gescher gegossen:
Des
Ton: Des, Gewicht: 230 kg, Durchmesser: 70 cm, Inschrift: HERR JESUS CHRISTUS BILDE UNSER HERZ NACH DEINEM HERZEN
Es
Ton: Es, Gewicht: 170 kg, Durchmesser: 63 cm, Inschrift: HL. MICHAEL, SCHUTZHERR DER KIRCHE UND DES DEUTSCHEN VOLKES, BITTE FÜR UNS
Eine Glocke von 1777, die bis 1986 in der alten Michaelskapelle hing, befindet sich nun in der St.-Marien-Kapelle in Rödinghausen, die ebenfalls zur Gemeinde St. Michael gehört.